# Baar
Baar es una ciudad y comuna suiza del cantón de Zug. La ciudad está ubicada al norte de la capital cantonal, lo que la ubica en parte de su área de influencia. Limita al norte con las comunas de Hausen am Albis (ZH) y Kappel am Albis (ZH), al este con Neuheim y Menzingen, al sur con Unterägeri y Zug, y al oete con Steinhausen.
En 1867 la primera iglesia reformista del cantón fue construida en Baar, la iglesia en estilo neogótico fue diseñada por el arquitecto Ferdinand Stadler.

## Geografía
Baar tiene un área, de 24,8 km² (9,6 millas cuadradas), a partir de 2006. De esta superficie, el 55 % se utiliza para fines agrícolas, mientras que el 24,5% está cubierta de bosques. Del resto de la tierra, el 19,9% se coloca (edificios o caminos) y el resto (0,6%) es no productiva (ríos, glaciares o montañas).
El municipio está situado en la parte norte de la llanura de la inundación del río Lorce. Originalmente era un pueblo lineal a lo largo del camino entre el lago de Zug y del lago de Zúrich. Desde la década de 1960 ha crecido rápidamente. Consiste en el pueblo de Baar y las antiguas aldeas de Allenwinden, Blickensdorf e Inwil, así como las casas de la granja de Deinikon.

## Economía
Baar es una de las comunas más prósperas de Suiza gracias a su política fiscal que atrae gran número de empresas internacionales como Glencore.
- Pelikan, empresa de materiales de oficina.
- Partners Group, sociedad de gerencia de fortunas.
- Sika AG, productos para la construcción.
- Metro, comercio de detalle.

## Educación
En Baar alrededor del 72% de la población (entre 25-64 años) ha completado la educación no obligatoria secundaria superior o adicional de educación superior (universidad o una Fachhochschule).[4]
En Baar se localiza la Escuela Internacional de Zug y Lucerna, o ISZL. El ISZL es una escuela diurna coeducacional, sin fines de lucro independiente, desde el nivel preescolar hasta el grado 12.º al servicio de la comunidad internacional de Suiza central.

Escudo de Baar

El municipio cuenta con un estadio, llamado Waldmannhalle, con una capacidad para 1200 personas. Esta capacidad puede ampliarse hasta las 3.000 plazas si se celebran grandes eventos.

## Transportes
Ferrocarril
- Línea ferroviaria SBB-CFF-FFS Zúrich-Zug-Lucerna.

Otros transportes
- Línea de bus hacia Rotkreuz y Zug.